# NGC 2387
NGC 2387 è una lontana galassia a spirale situata nella costellazione dell'Auriga, a una distanza di circa 969 milioni di anni luce dalla nostra Via Lattea.

## Scoperta
La galassia è stata scoperta il 10 marzo 1790 dall'astronomo britannico di origine tedesca William Herschel.

## Descrizione
NED la considera una coppia di galassie, mentre W. Steinicke la considera una coppia di stelle.